# تابلو سوفتوير
تابلو سوفتوير (بالإنجليزية: Tableau Software)‏ هي شركة برمجيات أمريكية تعمل في مجال تصوير بيانات تفاعلية  تأسست في كانون الثاني 2003 م الموافق لي شهر شوال 1423هـ من قبل كريستيان شابوت، بات حنرهان وكريس ستولت، في ماونتن فيو، كاليفورنيا. يقع المقر الرئيسي للشركة في سياتل ، واشنطن، الولايات المتحدة الأمريكية  تركز على ذكاء الأعمال. في 1 أغسطس 2019، استحوذ شركة سيلز فورس عليها.
كان شابوت وهانراهان وستولت باحثين في قسم علوم الكمبيوتر في جامعة ستانفورد  الذين تخصصوا في تقنيات التصور لاستكشاف وتحليل قواعد البيانات العلائقية ومكعبات البيانات. بدأت الشركة كمنفذ تجاري للأبحاث التي تم إنتاجها في ستانفورد بين عامي 1999م و 2002م.
تعمل منتجات تابلو على الاستعلام من قواعد البيانات العلائقية ومكعبات المعالجة التحليلية عبر الإنترنت وقواعد البيانات السحابية وجداول البيانات لإنشاء تصورات بيانات من نوع الرسم البياني. يمكن للمنتجات أيضًا استخراج البيانات وتخزينها واستردادها من محرك بيانات في الذاكرة.

## المنتجات
منتجات شركة تابلو تشمل:
- تابلو سطح المكتب (الإصدار المهنية والشخصية)
- تابلو خادم
- تابلو اون لاين
- تابلو برب بيلدر [14] (صدر في 2018)
- تابلو فزبل [15] (تطبيق جوال لتصور بيانات المستهلك تم إصداره في عام 2015)
- تابلو الجمهور (مجاني للاستخدام)
- قارئ تابلو (مجاني للاستخدام)

## وظائف
يقوم تابلو بوظيفة التعيين،  ، وهو قادر على رسم إحداثيات خطوط الطول والعرض والاتصال بالملفات المكانية  مثل Esri Shapefiles وKML و GeoJSON لعرض الجغرافيا المخصصة. يسمح الترميز الجغرافي المدمج بالأماكن الإدارية (البلد، الولاية / المقاطعة، المقاطعة / المقاطعة)، الرموز البريدية، مناطق الكونجرس الأمريكي، الولايات المتحدة CBSA / MSA ، رموز المنطقة، المطارات، والمجالات الإحصائية للاتحاد الأوروبي (NUTS) رموز) ليتم تعيينها تلقائيا. يمكنك تجميع المناطق الجغرافية لإنشاء مناطق مخصصة  أو استخدام الترميز الجغرافي المخصص لتوسيع الأدوار الجغرافية الحالية في المنتج.

## التاريخ
تم تأسيس تابلو في عام 2003 من قِبل بات هانراهان وكريستيان شابوت وكريس ستولت، ونقل مقرها الرئيسي إلى حي فريمونت في سياتل بواشنطن في العام التالي. قامت الشركة منذ ذلك الحين بتوسيع مقرها في فريمونت وأعلنت عن خطط في عام 2016 لإنشاء حرم إضافي في ضاحية كيركلاند ، واشنطن. تم افتتاح مبنى مقر جديد بالقرب من Gas Works Park في ضاحية Wallingford في مارس 2017 وتلاه مبنى جديد في ضاحية Fremont تم افتتاحه في عام 2018.
في أغسطس 2016، أعلنت تابلو عن تعيين آدم سيلبسكي رئيسًا ومديرًا تنفيذيًا، اعتبارًا من 16 سبتمبر 2016، ليحل محل المؤسس المشارك كريستيان شابوت في منصب الرئيس التنفيذي.
في يونيو 2018، استحوذت تابلو على الشركة الناشئة Empirical Systems، في كامبريدج، ماساشوستس متخصصة في الذكاء الاصطناعي، مع خطط لدمج التكنولوجيا في الشركة إلى منصة الشركة. كما أعلنت عن خطط لإنشاء مكتب في كامبريدج نتيجة للصفقة.
في 10 يونيو 2019، استحوذت شركة Salesforce على تابلو في صفقة أسهم بقيمة تزيد عن 15 مليار دولار.

## المالية
في 17 مايو 2013، أطلقت تابلو طرح أوليًا في بورصة نيويورك للأوراق المالية،  جمعت أكثر من 250 مليون دولار. قبل الاكتتاب العام الأولي، جمعت أكثر من 45 مليون دولار من رأس المال الاستثماري من المستثمرين مثل NEA و Meritech .
وصلت إيرادات الشركة لعام 2013 إلى 232.44 مليون دولار، بزيادة قدرها 82 ٪ عن عام 2012 والتي بلغت 128 مليون دولار. في عام 2010، سجلت تابلو إيرادات بلغت 34.2 مليون دولار. ارتفع هذا الرقم إلى 62.4 مليون دولار في عام 2011 و 127.7 مليون دولار في عام 2012. وبلغت الأرباح خلال نفس الفترة 2.7 مليون دولار و 3.4 مليون دولار و 1.6 مليون دولار على التوالي.
في 10 يونيو 2019، أعلنت Salesforce.com أنها ستستحوذ على تابلو في صفقة بقيمة 15.7 مليار دولار.

## ويكيليكس وتغييرات السياسة

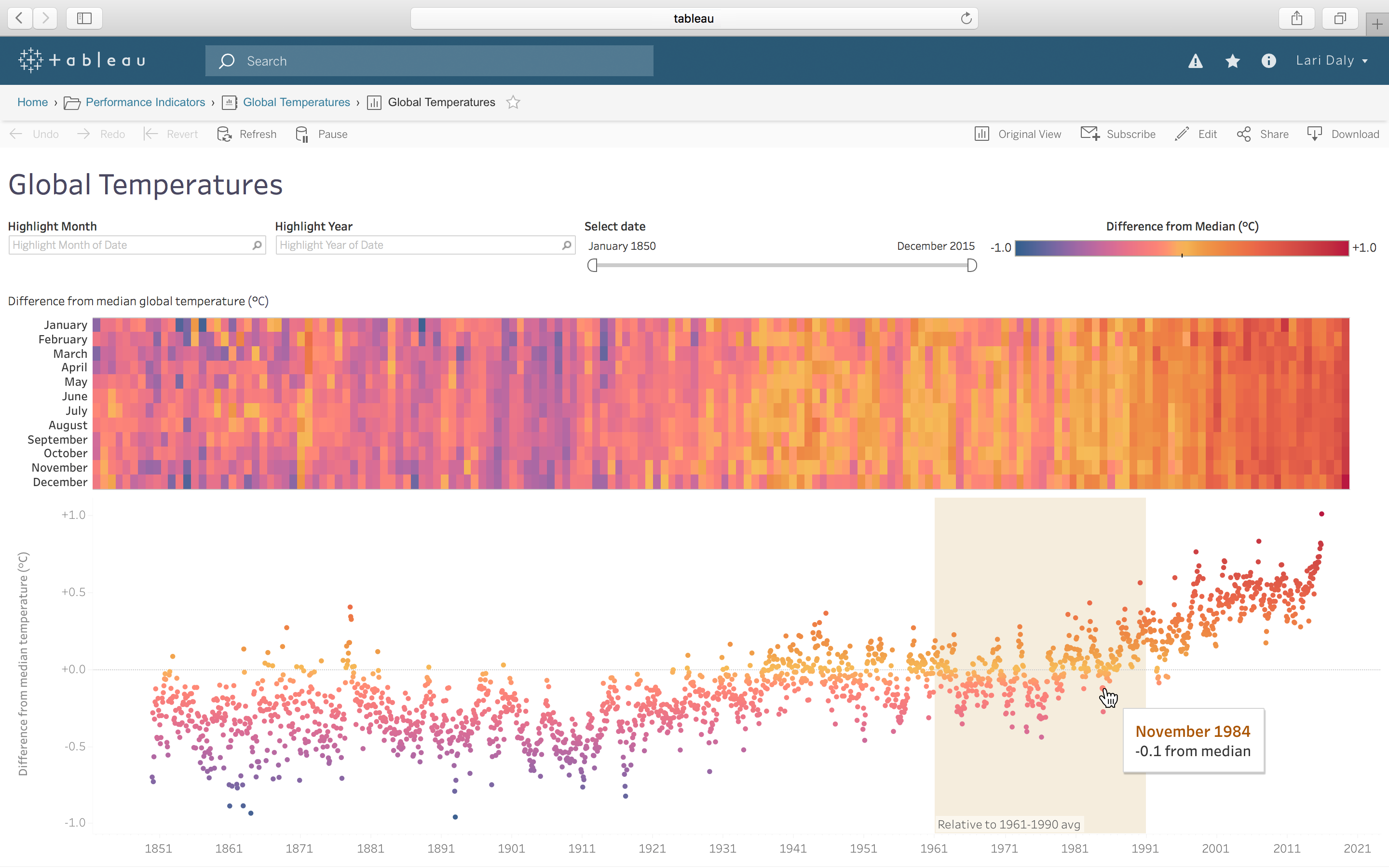
التصورات البيانية أنشأت ببرنامج تابلو

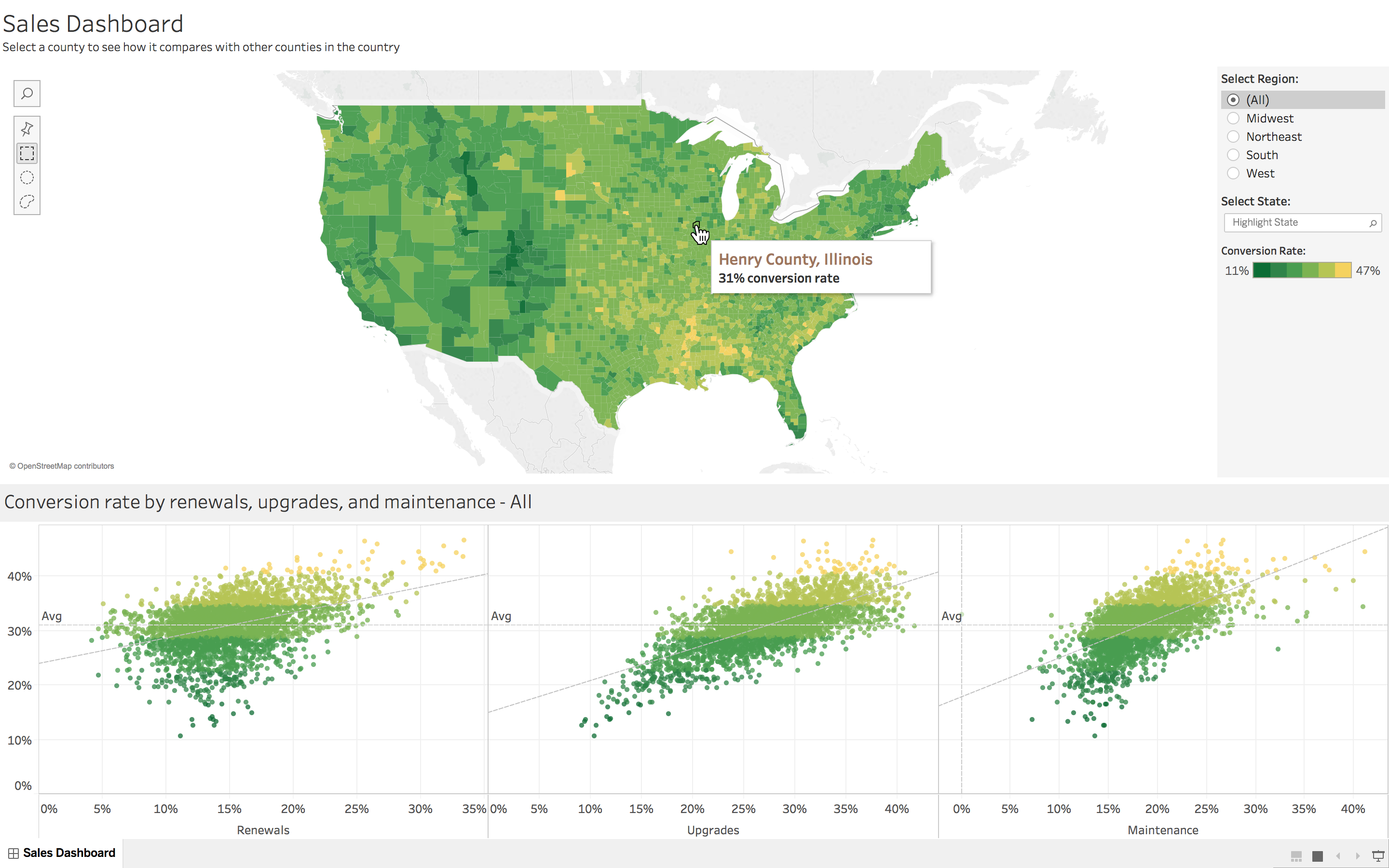
التصورات البيانية أنشأت ببرنامج تابلو

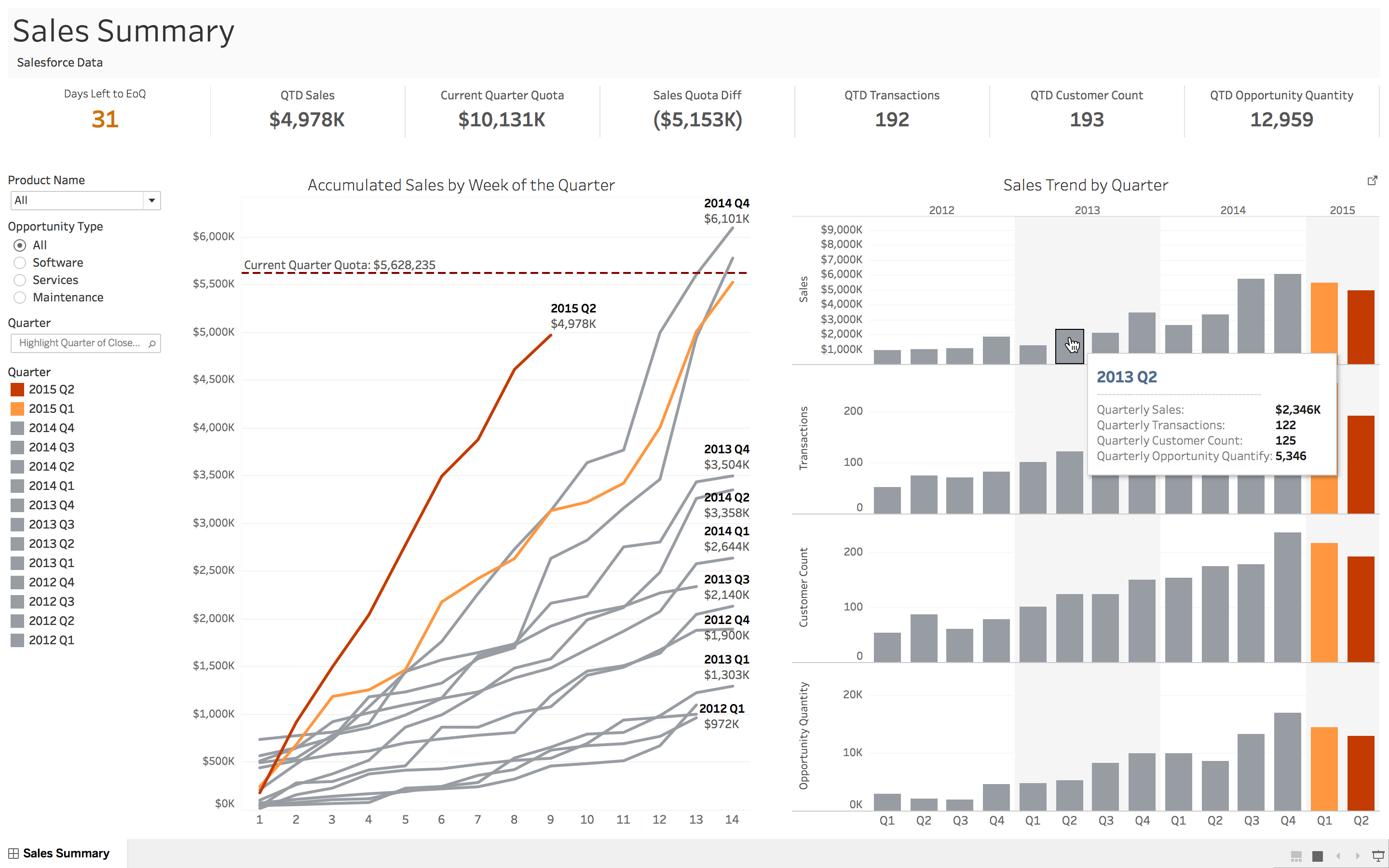
الرسومات البيانية تمت بواسطة تابلو

في 2 كانون الأول (ديسمبر) 2010م، قام تابلو بحذف التصورات البيانية لي ويكيليكس حول تسرب البرقيات الدبلوماسية للولايات المتحدة، مشيرًا إلى أن ذلك يرجع مباشرةً إلى الضغوط السياسية من السناتور الأمريكي جو ليبرمان.
بالإضافة إلى ذلك، أعلن المنشور عن إنشاء مجلس استشاري لمساعدة الشركة على التنقل في المواقف المستقبلية التي «تدفع حدود» السياسة. شبّه تابلوه السياسة الجديدة بالنموذج المنصوص عليه في قانون الألفية الجديدة لحقوق طبع ونشر المواد، ورأى أنه بموجب السياسة الجديدة، لن تتم إزالة صور ويكيليكس، لأن «البيانات الأساسية كانت إحصائيات حول الكابلات، وليس الكابلات أنفسهم».
في عام 2008، حاز تابلو على جائزة Codie عن «أفضل حلول ذكاء الأعمال» من قبل جمعية صناعة البرمجيات والمعلومات. تم الاعتراف بالشركة كشركة رائدة منشورات شركة ابحاث السوق Gartner Magic Quadrant لمدة سبع سنوات متتالية بين عامي 2012 و 2019.

## روابط خارجية
- الموقع الرسمي